# 애슈턴 게이트 스타디움
애슈턴 게이트 스타디움(영어: Ashton Gate Stadium)은 잉글랜드 브리스틀 애슈턴 게이트(Ashton Gate)에 위치한 다목적 경기장으로, 수용 인원은 27,000명이며 전좌석 경기장이다. 브리스틀 시 남서부, 에이번 강 남부와 접하며 브리스틀 시티 FC의 홈 구장으로 사용되고 있다. 주로 축구 경기장으로 사용되고 있지만 종종 럭비 경기장으로 사용되기도 한다.

## 사진

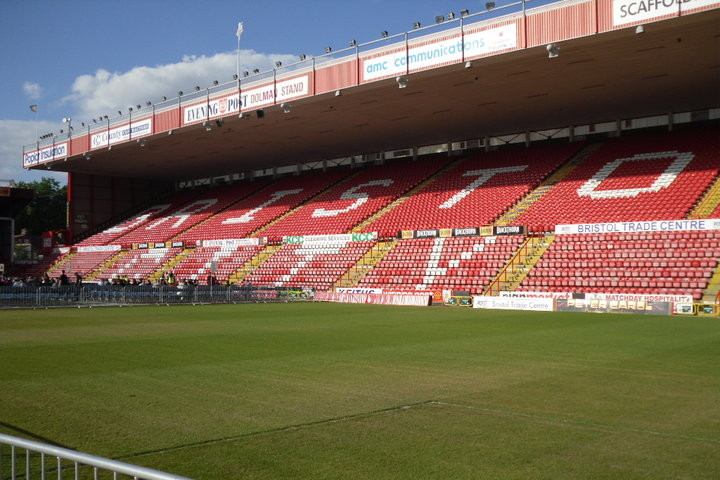
애슈턴 게이트 스타디움의 내부 전경
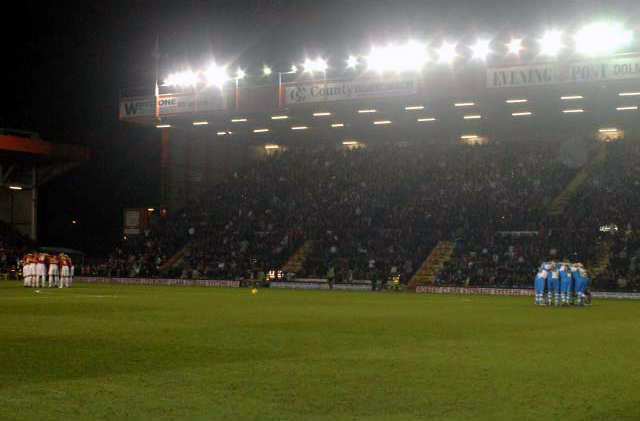
브리스틀 시티와 브리스틀 로버스의 경기가 열리고 있는 애슈턴 게이트 스타디움